# 몰도바 공화국 사회주의당
몰도바 공화국 사회주의당(루마니아어: Partidul Socialiştilor din Republica Moldova, 러시아어: Партия социалистов Республики Молдова)은 몰도바의 사회민주주의, 사회보수주의 정당이다.

## 역사
사회주의당은 1997년 6월, 구 소비에트 사회주의 몰도바 공화국 공산당 당원들이 모여 결성하였다. 초반에는 득표율이 한자리수를 벗어나지 못하는 군소정당이었다. 1998 총선에서는 9500여표를 득표하였고, 2005년 총선에서도 7만 7천여표, 총 득표율 4.97%를 득표하는데 불과했다. 결국 이 당은 2009년부터 2010년까지 몰도바 공화국 공산당을 지지하였다.
2014년 총선에서 이 당은 무려 20.51%, 총 의석 25석으로 선전하였으며 제 1야당이 되었다. 또한 2019년 2월에 열릴 총선의 여론조사 결과, 사회주의당은 50%에 가까운 지지율을 보이고 있는 것으로 나타났다.

## 성향
이 당은 철저한 반미노선을 추구하며, 나토에 적극적으로 반대한다. 이에 비례해 굉장히 친러적인 면모를 보이고있다. 이 당은 소비에트 연방에 대한 향수를 가지고 있는 것으로 알려져 있다. 또한 사회주의당은 루마니아계들을 격렬하게 반대하며, 몰도바의 민족주의를 지키려고 노력한다.
외교, 경제적으로는 좌파적인 노선을 추구하지만 사회적으로는 극단적으로 보수적인 정당이다. '사회주의'라는 이름이 붙은 정당이지만, 유럽 의회에서 가장 보수적인 극우정당인 국가와 자유의 유럽를 지지하기도 하며, 여러 종교주의 세력과 민족주의진영과 손을 잡고있다. 때문에 사회주의 인터내셔널이나 진보동맹같은 사회주의 정당들의 연합에도 가입하지 않은 상태이다.